# Краваль, Иван Адамович
Ива́н Ада́мович Кра́валь (17 марта 1897 — 26 сентября 1937) — доктор экономических наук, специалист в области экономики труда, статистик. В 1937 году расстрелян.

## Биография
Родился в деревне Поторовские Пылденской волости Люцинского уезда Витебской губернии в крестьянской семье Адама и Антонины, латыш. Член ВКП(б) с 1919.

### Образование
1921 — Коммунистический университет им. Я. М. Свердлова.
1924 — Институт красной профессуры.

### Жизненный путь
1918—1919 — работает преподавателем.
1924—1930 — уполномоченный Президиума ВСНХ.
1925—1930 — член коллегии планово-экономического управления, заведующий отделом экономики труда ВСНХ.
1928—1930 — член Президиума ВСНХ.
1930—1932 — заместитель наркома труда СССР.
1933—1935 — первый заместитель начальника Центрального управления народнохозяйственного учёта (ЦУНХУ) Госплана СССР и член Президиума Госплана СССР.
26 января—10 февраля 1934 года делегат XVII съезда ВКП(б) с совещательным голосом.
1935 по 1937 год — начальник ЦУНХУ и заместитель председателя Госплана СССР.
Делегат 15, 16 и 17 съездов ВКП(б).
Участвовал в составлении первых пятилетних планов развития народного хозяйства СССР.
Член редколлегий «Торгово-промышленной газеты» и журнала «Пути индустриализации».
Член делегации СССР на 1-м Международном конгрессе по экономическому планированию (Амстердам, 1931).
Редактор ряда изданий по оздоровлению труда и технике безопасности на производстве.
Проживал в Доме на набережной. Адрес: ул. Серафимовича, д. 2 (Дом правительства), кв. 190.
Руководил организацией и проведением ряда переписей, в том числе Всесоюзной переписи населения 1937 года, результаты которой, не устроившие политическое руководство страны, стали поводом для отстранения Краваля от руководства ЦУНХУ.
Арестован 31 мая 1937 года, внесён в «расстрельные списки» 20 августа. 21 августа 1937 года Военной коллегией Верховного суда (ВКВС) приговорён к «высшей мере наказания». Расстрелян 26 сентября 1937 года. Похоронен на Донском кладбище.
После смерти Сталина реабилитирован (1956 г.).

## Сочинения
- Вопросы труда в цифрах и диаграммах 1922-1926 гг. М.: Промиздат, 1927. - 116 с.
- Труд в системе планового хозяйства СССР. М.: ОГИЗ, 1931. - 48 с.
- Подготовим рабочую силу: Доклад на V пленуме ВЦСПС. М.: Изд. и тип. изд-ва ВЦСПС, 1931. - 20 с.
- Планирование научно-исследовательской работы в области труда. М.-Л., 1931. - 28 с.
- Старовский В.Н. Азбука статистики / Под общ. ред. И.А. Краваль. М.: Союзоргучет, 1934. - 116 с.
- Женщина в СССР: Сб. ст. / Центр. упр. нар.-хоз. учёта Госплана СССР; Отв. ред.: И.А. Краваль. М.: ЦУНХУ Госпл. СССР, 1936.
- Всесоюзная перепись населения 1937 г. Сталинград: Союзоргучет, 1936. - 19 с.

## Награды
Награждён орденом Ленина.